# Asplenium schnellii
Asplenium schnellii är en svartbräkenväxtart som beskrevs av Tard. Asplenium schnellii ingår i släktet Asplenium och familjen Aspleniaceae. Inga underarter finns listade.